# امیلی بالو
امیلی بالو (انگلیسی: Emily Ballou) یک شاعر، نویسنده، رمان‌نویس و فیلم‌نامه‌نویس اهل ایالات متحده آمریکا و استرالیا است.
او زادهٔ شهر میلواکی، ویسکانسین در ایالات متحده آمریکا و دانش‌آموختهٔ دانشگاه ویسکانسین در میلواکی و دانشگاه سیدنی است و از سال ۱۹۹۱ میلادی به استرالیا مهاجرت کرده است.
از فیلم‌ها یا مجموعه‌های تلویزیونی که وی در آن‌ها نقش داشته است می‌توان به هیومنز و تابو اشاره نمود.